# Nonoxinoles
{{Ficha de medicamento|
| Imagen= Ethoxylated Nonylphenols.svg
| width = 250
| Nombre_IUPAC = 
| Prefijo_ATC= 0
| Sufijo_ATC=
| Suplemento_ATC={{||}} 
| DrugBank=
| Número_CAS =  
| C=15+2n | H=26+4n | O=1+n
| Peso_molecular =  
| Biodisponibilidad =
| Metabolismo = 
| Vida_media_eliminación= 
| Excreción = 
| Vías_administración = 
}}
Los compuestos nonoxinol o nonilfenoletoxilato, corresponden a una familia de tensoactivos no iónicos, usados como detergentes, emulsificantes, agentes humidificantes, agentes espumantes. Normalmente se utilizan como ingredientes en la industria de cosméticos y de limpieza.
Los nonoxinoles son un grupo de  tensoactivos no iónicos, que derivan de nonilfenol variando en el número de grupos etóxi que lo componen.

## Ejemplos
- Arkopal
- Nonoxinol-9
- Nonoxinol 40
- Tritón X-100

## Usos
Su uso más común se puede encontrar en productos de limpieza. Debido a los peligros detectados en su exposición prolongada, la industria se ha comprometido de manera voluntaria, desde 1986, a evitar su uso, por lo que en la Unión Europea ya no se encuentra en los detergentes y productos de limpieza. En 1992, esta restricción se extendió a los agentes de limpieza industrial. En 2003, el uso del nonilfenol y nonilfenoletoxilato han sido severamente restringidos en la Unión Europea. En Venezuela, su uso es severamente cuestionado, aunque aún no existe un comunicado oficial sobre el tema.

## Toxicidad
En 1984, se descubrió que el nonilfenoletoxilato utilizado en plantas de tratamiento, son tóxicos para muchos organismos, que se descomponen y entran en contacto con ellos.
. 
En particular, se encontró bioacumulidad en los asimiladores endocrinos de las especies.
En un estudio de la organización ecologista Greenpeace, los residuos de nonilfenoletoxilato en 52 de los 78 productos textiles (dos tercios) se manifestaron en tiendas en 18 países, en marcas que se fabrican en países de bajos salarios. Para los consumidores, el artículo no examinado directamente los efectos adversos para la salud.